# Vlad Constantinesco
Vlad Constantinesco, né le 19 juin 1942 à Cluj (royaume de Hongrie) et mort le 12 avril 2025 à Strasbourg (Bas-Rhin), est un juriste français, spécialiste en droit de l'Union européenne.

## Biographie
Vlad Constantinesco accomplit ses études secondaires au lycée Hoche de Versailles, au lycée français de Madrid et au lycée franco-allemand de Sarrebruck. Il obtient un baccalauréat de philosophie en 1960 (mention Bien).
Lauréat de la faculté de droit et des sciences économiques de Nancy (université Nancy II) et licencié en droit (1964), il est titulaire d'un DES de droit public (1965) et d'un DES de science politique (1966). Docteur en droit (1970), agrégé de droit public et de science politique (1974).
Il enseigne à la faculté de droit de l'université Saint-Joseph à Beyrouth, et à la faculté de droit de l'université Mohammed-V à Rabat.
Depuis 1978, il est professeur à l'université Robert-Schuman de Strasbourg, devenue université de Strasbourg. Il est également doyen de la faculté internationale de droit comparé de Strasbourg, professeur émérite du Colegio Mayor Nuestra Senora del Rosario de Bogota et docteur honoris causa des universités de Cluj, Bucarest, Fribourg, Lisbonne et Timisoara.
Il participe à de nombreux travaux constitutionnels, dont la rédaction de la nouvelle Constitution de la Roumanie[réf. nécessaire].
Il dispense jusqu'en 2010 un cours de droit constitutionnel à l'université Robert-Schuman de Strasbourg, ainsi qu'un cours d'Institutions et Vie politiques françaises et étrangères (IVPFE) à l'Institut d'études politiques de Strasbourg. Il assure également des cours de droit de l'Union européenne

## Parcours
- Docteur en droit (1970)
- Agrégé de droit public et science politique (1974)
- Professeur à l'université Saint-Joseph de Beyrouth (1974-1976)
- Professeur à l'université Mohammed V de Rabat (1976-1978)
- Professeur à l'université Robert-Schuman de Strasbourg, à partir de 1978
- Professeur au Collège d'Europe (Bruges : 1982-1992, Natolin : à partir de 2006)
- Codirecteur du Centre d'études internationales et européennes de l'université de Strasbourg
- Président de la Commission de spécialistes de droit public de l'Université
- Membre (élu) du Conseil national des universités, 2e section (droit public)
- Membre du jury du concours d'agrégation de droit public (1993-1994)
- Docteur honoris causa (université Babeș-Bolyai, université de Fribourg, université de Bucarest et université de Lisbonne)

## Œuvres
- 1974 : Compétences et pouvoirs dans les communautés européennes : contribution à l'étude de la nature juridique des communautés. Paris : Librairie générale de droit et de jurisprudence, coll. « Bibliothèque de droit international » n° 74. XVII + 492 p. Reproduction d'une thèse en doctorat de droit soutenue en 1970 à l'université de Nancy.
- 1992 : Commentaire article par article du traité instituant la CEE, Paris, Economica, (éditeur en collaboration avec les professeurs J.-P. Jacqué, R. Kovar et D. Simon).
- 1995 : Collectif, Traité sur l'Union européenne : signé à Maastricht le 7 février 1992 : commentaire article par article (publié sous la direction de Vlad Constantinesco, Robert Kovar et Denys Simon, avec une préface d'Alain Lamassoure). Paris : Economica. XIV + 1000 p.  (ISBN 2-7178-2757-9).
- 2001 : Le traité de Nice : Premières analyses, Strasbourg, Presses universitaires de Strasbourg, en collaboration avec les professeurs Y. Gautier et D. Simon.
- 2001 : (de) Einführung in das französisches Recht, Munich, CH Beck's Verlag, 4e éd. 2001, en collaboration avec le professeur Ulrich Hübner.
- Vlad Constantinesco, Yves Gautier et Valérie Michel, Le traité établissant une constitution pour l’Europe, Strasbourg, Presses universitaires de Strasbourg, 2005, 464 p. (ISBN 9782868202703)
- Vlad Constantinesco et Stéphane Pierré-Caps, Droit constitutionnel, Paris, Presses Universitaires de France, coll. « Thémis », 2016, 576 p. (ISBN 9782130735878)
- Vlad Constantinesco, « La loi Tréveneuc (15 février 1872), belle au bois dormant ou fantôme de la République ? », dans Jean-Paul Jacqué, Chemins d’Europe, Paris, Dalloz, 2010 (ISBN 9782247089864)

- 2011 : Compétences de l'Union européenne, Répertoire Dalloz, en collaboration avec le professeur V. Michel.